# Сахрынь
Сахрынь (пол. Sahryń) — село, входит в Люблинское воеводство, Хрубешувский повят, гмина Вербковице, Польша.

## Этнические чистки
Во время Второй мировой войны (1939—1945) в бывшем Грубешовском районе происходили события, имеющие отношение к польско-украинскому этническому противостоянию (см. Резня в Сахрыни).